# Grupa Stress. Nagrania radiowe z lat 1972–1979
Grupa Stress. Nagrania radiowe z lat 1972–1979 – dwupłytowy album polskiego grupy rockowej Stress wydany przez Polskie Nagrania w 2008 roku, zawierający wszystkie nagrania zrealizowane w Rozgłośniach Polskiego Radia w Poznaniu w latach 1972 (1–8), 1973 (9–11), 1976 (12–13), 1977 (14–15) i Bydgoszczy w roku 1979 (16–21) oraz ich wersje alternatywne.

## Lista utworów
CD 1
1. „Ciężką drogą” (muz. Mariusz Rybicki, Henryk Tomczak – sł. Andrzej Koso, właśc. Andrzej Sobczak[1]) – 7:46
2. „Dwa lata świetlne” (muz. i sł. Mariusz Rybicki) – 3:29
3. „Wśród krzyży z ramionami” (muz. i sł. Mariusz Rybicki) – 5:14
4. „Konfiteor” (muz. i sł. Mariusz Rybicki) – 3:00
5. „Granica życia” (muz. Andrzej Rybicki – sł. Andrzej Koso, właśc. Andrzej Sobczak) – 4:29
6. „Fatamorgana” (muz. Mariusz Rybicki – sł. Andrzej Koso, właśc. Andrzej Sobczak) – 3:03
7. „Granica życia” (wersja 2) (muz. Andrzej Rybicki – sł. Andrzej Koso, właśc. Andrzej Sobczak) – 4:54
8. „Ciężką drogą” (wersja 2) (muz. Andrzej Rybicki, Henryk Tomczak – sł. Andrzej Koso, właśc. Andrzej Sobczak) – 6:10
9. „Cybernetyczna pamięć dnia” (muz. Andrzej Rybicki – sł. Andrzej Koso, właśc. Andrzej Sobczak) – 4:21
10. „Hazard” (muz. Andrzej Rybicki – sł. Andrzej Koso, właśc. Andrzej Sobczak) – 2:54
11. „Inkwizycja” (muz. i sł. Mariusz Rybicki) – 4:48

CD 2
1. „Dwa lata świetlne” (wersja 2) (muz. i sł. Mariusz Rybicki) – 2:56
2. „Honkey John Western” (muz. i sł. Mariusz Rybicki) – 3:09
3. „Siedem lat” (muz. i sł. Mariusz Rybicki) – 3:21
4. „Spacer we troje” (muz. i sł. Mariusz Rybicki) – 2:43
5. „Pociągi donikąd” (muz. Mariusz Rybicki – Andrzej Kosmala) – 4:28
6. „Cichy poniekąd zaułek” (muz. i sł. Mariusz Rybicki) – 6:17
7. „Curiosum sztuki” (muz. i sł. Mariusz Rybicki) – 3:49
8. „Gilotyna” (muz. i sł. Mariusz Rybicki) – 6:04
9. „Teoria powstania” (muz. i sł. Mariusz Rybicki) – 6:08
10. „Wejść do własnej głowy” (muz. i sł. Mariusz Rybicki) – 2:54

## Twórcy
1971–1973
- Mariusz Rybicki – śpiew, gitara, flet
- Henryk Tomczak – bas
- Janusz Maślak – perkusja

1973–1975
- Mariusz Rybicki – śpiew, gitara, flet
- Henryk Tomczak – bas
- Janusz Maślak – perkusja
- Andrzej Richter – śpiew, skrzypce
- Krzysztof Jarmużek – gitara, harmonijka

od 1975
- Mariusz Rybicki – śpiew, gitara, flet
- Andrzej Lewalski – bas
- Andrzej Richter – śpiew, skrzypce
- Krzysztof Jarmużek – gitara, harmonijka
- Michał Przybysz – organy, fortepian
- Przemysław Pahl – perkusja

### Gościnnie
- Jerzy Milian – wibrafon (6, 7)